# Південнотихоокеанський університет
Південнотихоокеанський університет (англ. University of the South Pacific) — державний університет, основний вищий навчальний заклад в регіоні Океанія. Міжнародний центр викладання й досліджень тихоокеанської культури й навколишнього середовища.

## Історія
Південнотихоокеанський університет було засновано 1968 року. Нині перебуває у спільному управлінні 12 тихоокеанських острівних держав: Вануату, Кірибаті, Маршаллових Островів, Науру, Ніуе, Островів Кука, Самоа, Соломонових Островів, Токелау, Тонга, Тувалу й Фіджі.

## Кампуси
Основний кампус навчального закладу розміщується у Фіджі. В кампусі в Самоа розміщуються Школа сільського господарства та харчових технологій, у Вануату — Школа права. Разом діє 14 кампусів на території 12 держав:
| - Апіа ( Самоа); - Порт-Віла ( Вануату); - Сува ( Фіджі); - Ламбаса ( Фіджі); - Лаутока ( Фіджі); - Раротонга ( Острови Кука); - Баїрікі ( Кірибаті); | - Маджуро ( Маршаллові Острови); - Науру; - Алофі ( Ніуе); - Хоніара ( Соломонові Острови); - Токелау; - Нукуалофа ( Тонга); - Фунафуті ( Тувалу). |

## Факультети
В цілому, академічні школи, інститути й наукові центри університету організовано в три факультети, кожен з яких очолює декан:
- Факультет гуманітарних наук і права;

| - Школа педагогіки; - Школа права; - Школа словесності та ЗМІ; - Школа суспільних наук; | - Інститут педагогіки; - Центр «Educare»; - Океанічний центр мистецтва, культури й тихоокеанських досліджень. |

- Факультет бізнесу та економіки;

| - Аспірантура бізнесу; - Школа бухгалтерського обліку й фінансів; - Школа економіки; - Школа державного управління, розвитку та міжнародних відносин; | - Школа менеджменту й державного управління; - Школа туризму й управління персоналом; - Школа сільського господарства та харчових технологій; |

- Факультет науки, технологій і навколишнього середовища;

| - Тихоокеанський центр навколишнього середовища та стабільного розвитку; - Школа островів та океанів; - Школа біологічних і хімічних наук; | - Школа програмування, інформації та математичних наук; - Школа інженерії та фізики; - Інститут прикладних наук. |

Викладання здійснюється англійською.